# Cấp bậc quân sự Liên bang Xô viết (1918–1935)
Hệ thống cấp bậc quân sự Hồng quân và Hải quân Xô viết 1918-1935 đề cập đến tương quan giữa các hệ thống cấp bậc quân sự trong lực lượng vũ trang và bán vũ trang của Liên Xô, bao gồm cả Hồng Quân, Hải quân, lực lượng An ninh, Cảnh sát, và các ngành kỹ thuật quân sự, tư pháp quân sự... từ giai đoạn từ sau Cách mạng Tháng Mười đến khi thành lập hệ thống quân hàm chính thức vào năm 1935.

## Lịch sử hình thành

### Trước 1924
Sau Cách mạng Tháng Mười, quân đội của Đế quốc Nga cũ bị giải thể. Lực lượng vũ trang duy nhất của nước Nga Xô viết là lực lượng Cận vệ Đỏ (Красная гвардия), bao gồm những người tình nguyện mà thành phần chủ chốt là các đơn vị công nhân vũ trang dưới sự lãnh đạo của những người Bolshevik. Những người này cho rằng, dưới chế độ của họ, quân đội được hình thành bởi những người tình nguyện, bình đẳng. Các chỉ huy được bầu lên bởi các binh sĩ, là đồng chí chỉ huy (товарищ Командир), thay cho danh xưng ngài sĩ quan (офицер) của chế độ cũ đầy bất công. Họ cũng cho rằng, hệ thống quân hàm là một di sản của sự phân cấp bất bình đẳng, vì vậy, mọi binh sĩ đều là những Hồng binh (Красноармеец) bình đẳng mọi mặt.

Bảng mô tả quy định về cấp bậc và cấp hiệu Hồng quân được ban hành bởi Sắc lệnh số 116 ngày 16 tháng 1 năm 1919.

Tuy nhiên, khi nguy cơ của cuộc Nội chiến Nga đã dần trở thành hiện thực, những người lãnh đạo Bolshevik đã nhìn thấy sự cần thiết phải thay thế lực lượng Cận vệ Đỏ tạm thời bằng một quân đội chuyên nghiệp lâu dài. Ngày 28 tháng 1 (tức ngày 15 tháng 1 theo lịch Julius) năm 1918, Hội đồng Dân ủy đã ra sắc lệnh thành lập lực lượng vũ trang chính quy của nhà nước với tên gọi Hồng quân Công Nông (Рабоче-крестьянская Красная армия) với nòng cốt là lực lượng Cận vệ Đỏ. Hai tuần sau đó, Hồng hạm đội Công Nông (Рабоче-Крестьянский Красный Флот), lực lượng hải quân Xô viết cũng được thành lập vào ngày 29 tháng 1 năm 1918. Nhiều sĩ quan và hạ sĩ quan của chế độ cũ được kêu gọi hợp tác với đội quân hãy còn non nớt của chính quyền Xô viết.

Một sĩ quan Hồng quân trong bộ quân phục mùa hè. Lưu ý cấp hiệu cổ tay cho thấy người này là chỉ huy cấp đại đội. Phù hiệu binh chủng được thêu trên tiết cổ áo.

Những người Bolshevik cũng đã cho thành lập lại một hệ thống cấp bậc bán chính thức, được sử dụng trong Hồng quân để tạm thay thế cho hệ thống quân hàm, bằng cách gọi tắt chức vụ mà quân nhân đó nắm giữ. Chẳng hạn, комкор được gọi tắt từ Командир корпуса dùng để chỉ quân nhân giữ chức vụ Quân đoàn trưởng hoặc tương đương. Trong Hải quân, vẫn tạm thời sử dụng hệ thống quân hàm cũ, nhưng có thêm tiền tố "b." (có nghĩa là "cựu"). Ngày 16 tháng 1 năm 1919, một thống cấp hiệu đi kèm cấp bậc trong Hồng quân đã được ban hành, cùng với các quy định chi tiết về trang phục thống nhất. Ngoài ra, một cấp hiệu đặc biệt cho chức vụ Tổng tư lệnh (ГладКом) đối với một số chỉ huy cao cấp cũng được quy định, có dạng một ngôi sao lớn viền vàng trên một chevron lớn. Các cấp hiệu này được quy định được thêu trên cổ tay áo quân phục. Tuy nhiên, cách sử dụng lại chưa được thống nhất, chủ yếu tồn tại 2 cách sử dụng là thêu trơn ngang trên cổ tay áo hoặc thêu dọc trong một dải trên cổ tay áo.
Các lực lượng trị an (gồm an ninh, cảnh sát) thuộc Dân ủy Nội vụ cũng hình thành một hệ thống cấp bậc riêng tương tự hệ thống cấp cập của quân đội. Trên thực tế, nó chỉ là một biện pháp tạm thời để so sánh tương đương các chức vụ. Tuy nhiên, hệ thống này không thống nhất và có nhiều khác biệt giữa các ngành chuyên môn, thường xuyên dễ nhầm lẫn.
Bảng so sánh tương đối hệ thống cấp bậc quân sự
| Hồng quân                                     | Hồng quân |  | Hải quân                              | Hải quân |  | An ninh                                                        | An ninh  |  | Cảnh sát | Cảnh sát |
| --------------------------------------------- | --------- |  | ------------------------------------- | -------- |  | -------------------------------------------------------------- | -------- |  | --- | -------- |
| Cấp bậc                                       | Cấp hiệu  |  | Cấp bậc                               | Cấp hiệu |  | Cấp bậc                                                        | Cấp hiệu |  | Cấp bậc | Cấp hiệu |
| Komfronta Комфронта                           |           |  |                                       |          |  | Nachalnik otdela Hачальник отдела                              |          |  | Nachalnik militsii Hачальник милиции |          |
| Komandarm Командарм                           |           |  | Nachmorsi Начморси                    |          |  | Zamestitel nachalnika otdela Заместитель начальника отдела     |          |  | Pomoshchnik nachalnik militsii Помощник начальник милиции |          |
| Komkor Комкор                                 |           |  | Nachdivkor Начдивкор                  |          |  |                                                                |          |  | Nachalnik militsii gubernii / oblasti Начальник милиции губернии / области |          |
| Komdiv Комдив                                 |           |  | Kombrikor Комбрикор                   |          |  | Nachalnik otdelenia Начальник отделения                        |          |  | Nachalnik militsii uyezda Начальник милиции уезда |          |
| Kombrig Комбриг                               |           |  | Komdivzkor Комдивкор                  |          |  | Voyenruk inspektsy Военрук инспекции                           |          |  | Pomoshchnik nachalnik militsii v gubernskom goroder / uyezdno-gorodskoy / gubernsko-gorodskoy) Помощник начальник милиции в губернском городер / уездно-городской / губернско-городской |          |
| Kompolka Комполка                             |           |  | Komkor Комкор                         |          |  | Pomoshchnik nachalnika otdelenia Помощник начальника отделения |          |  | Nachalnik otdeleniya militsii gubenskogo goroda Начальник отделения милиции губенского города                                                                                           |          |
| Kombat Комбат                                 |           |  | Stapomkomkor Стапомкомкор             |          |  | Nachalnik otdela inspektsii Начальник отдела инспекции         |          |  | Nachalnik otdelenya militsii v gubenskogo goroda Помощник начальник отдела милиции в губернском городе                                                                                  |          |
| Pomkombat Помкомбат                           |           |  | Pomkomkor Помкомкор                   |          |  |                                                                |          |  | |          |
| Komroty / Komesk Комроты / Комэск             |           |  | Kombocha Комбоча                      |          |  | Nachalnik operativnogo punkta Начальник оперативного пункта    |          |  | Nadziratel v otdelenii militsii gubernii Надзиратель в отделении милиции губернии |          |
| Pomkomroty / Pomkomesk Помкомроты / Помкомэск |           |  | Komgrup Комгруп                       |          |  |                                                                |          |  | |          |
| Komvzvoda Комвзвода                           |           |  | Komot Комот                           |          |  | Sotrudnik osobykh porucheny Сотрудник особых поручений         |          |  | Starshy militsioner 1 razryada Старший милиционер 1 разряда |          |
| Starshina Старшина                            |           |  |                                       |          |  | Agent 1-go razrada Агент 1-го разрада                          |          |  | Starshy militsioner 2 razryada Старший милиционер 2 разряда |          |
| Pomkomvzvoda Помкомвзвода                     |           |  | Starshina / Botsman Старшина / Боцман |          |  | Agent 2-go razrada Агент 2-го разрада                          |          |  | |          |
| Komot Комот                                   |           |  |                                       |          |  | Agent 3-go razrada Агент 3-го разрада                          |          |  | Militsioner 1 razryada Милиционер 1 разряда |          |
| Krasnoarmeyets Красноармеец                   |           |  | Krasnoflotets Краснофлотец            |          |  | Sotrudnik Сотрудник                                            |          |  | Militsioner 2 razryada Милиционер 2 разряда |          |

### 1924-1935

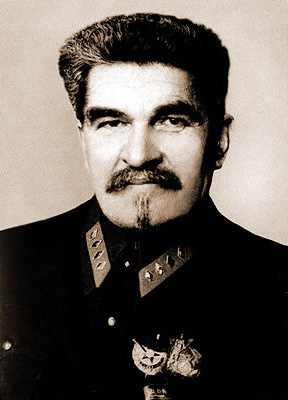
Pavel Pavlovich Lebedev, Tổng tham mưu trưởng đầu tiên của Hồng quân trong quân phục với cấp hiệu K-14.

Ngày 20 tháng 6 năm 1924, Hội đồng Quân sự Cách mạng Liên Xô ra sắc lệnh số 807, quy định hệ thống cấp bậc quân sự áp dụng trong Hồng quân, phân thành 14 bậc từ K-1 (thấp nhất) cho đến K-14 (cao nhất). Hệ thống cấp bậc này áp dụng cho cả các cán bộ công tác trong quân đội tương đương ngạch sĩ quan, bao gồm Cán bộ Chính trị, Kỹ thuật, Hậu cần, Quân y, Tư pháp và các lực lượng vũ trang khác. Hệ thống này đã bãi bỏ một phần quan điểm "bình đẳng" trong quân đội trước đây, theo đó đã bắt đầu phân chia thành các nhóm cán bộ chỉ huy trung cấp, cao cấp, và tối cao. Bên cạnh đó, hệ thống này cũng bắt đầu sử dụng các màu nền và màu viền trên cấp hiệu để phân biệt các nhánh binh chủng khác nhau.
- Bộ binh - hồng tím viền đen;
- Kỵ binh - màu xanh viền đen;
- Pháo binh và thiết giáp - màu đen viền đỏ;
- Kỹ thuật - màu đen viền xanh;
- Không quân - màu xanh viền đỏ;
- Các bộ phận khác - màu xanh đậm viền đỏ.

Trong Hải quân, hệ thống danh xưng cấp bậc cũng được ban hành, cũng áp dụng cách gọi tắt chức vụ mà quân nhân đó nắm giữ. Cấp hiệu tay áo kiểu vòng bít tiếp tục được sử dụng, tùy thuộc vào loại quân phục cụ thể.
Cấp bậc và cấp hiệu của Lục quân, Không quân và Hải quân Liên Xô (1924-1935)
|                   | Phân hạng | Danh xưng cấp bậc                                                                                          | Danh xưng cấp bậc                                             | Danh xưng cấp bậc | Cấp hiệu cổ áo Hồng quân (bộ binh) | Cấp hiệu tay áo Hải quân |
| Lục quân          | Phân hạng | Không quân                                                                                                 | Hải quân                                                      | | Cấp hiệu cổ áo Hồng quân (bộ binh) | Cấp hiệu tay áo Hải quân |
| ----------------- | --------- | --- | ------------------------------------------------------------- | --- | ---------------------------------- | ------------------------ |
| Binh sĩ           | (0)       | Binh sĩ (красноармеец, krasnoarmeyets)                                                                     | Binh sĩ (красновоздухоплаватель, krasnoboedukhoplavately)     | Thủy binh (краснофлотец, krasnoflotetz) |                                    | Không cấp hiệu           |
|                   |           | |                                                               | |                                    |                          |
| Chỉ huy sơ cấp    | K-1       | Tổ trưởng hỏa lực (Kom Zvena) (командир звена, komandir zvena)                                             | Junior Engine Minder (младший моторист, mladshy motorist)     | Group Leader (командир группы, komandir gruppy) |                                    |                          |
| Chỉ huy sơ cấp    | K-1       | Tổ trưởng hỏa lực (Kom Zvena) (командир звена, komandir zvena)                                             | Junior Engine Minder (младший моторист, mladshy motorist)     | Assistant of Squad Leader (помощник командира отделения, pomoshnik komandira otdeleniya) |                                    |                          |
| Chỉ huy sơ cấp    | K-1       | Squad Leader (KomOt) (командир отделения, komandir tdeleniya)                                              |                                                               | Squad Leader (командир отделения, komandir tdeleniya) Boatman (боцман, botzman) |                                    |                          |
| Chỉ huy sơ cấp    | K-2       | Assistant of Platoon Commander (PomKom Vzvoda) (помощник командира взвода, pomoshchik komandira vzvoda)    | Engine Minder (моторист, motorist)                            | Deputy Commander of the Battle Station (заместитель командира боевой части, zamestitel' komandira boevoy chasti) Senior Boatman (старший боцман, starshiy botzman)                              |                                    |                          |
| Chỉ huy sơ cấp    | K-2       | Company Quartermaster (Rotny) (cтаршина роты, starhina roty)                                               | Senior Engine Minder (старший моторист, starshiy motorist)    | Chief of the Battle Station (cтаршина боевой части, starhina boevoy chasti) Chief Boatman (главный боцман, glavny botzman)                                                                      |                                    |                          |
|                   |           | |                                                               | |                                    |                          |
| Chỉ huy trung cấp | K-3       | Platoon Commander (командир взвода, komandir vzvoda)                                                       | Platoon Commander (командир взвода, komandir vzvoda)          | Battle Station Commander (командир боевой части, komandir boevoy chasti) Assistant of Ship Commander 4th rank (Помощник командира корабля 4-го ранга, pomosh'nik komandira korablya 4-go ranga) |                                    |                          |
| Chỉ huy trung cấp | K-4       | - assistant company leader, – battery, – squadron - independent platoon leader                             | junior pilot                                                  | assistant watch officer |                                    |                          |
| Chỉ huy trung cấp | K-5       | chef or commissar – company, – battery, – squadron                                                         | air detail commander                                          | - ship commander class 4 - senior assistant ship commander class 3 and equivalents |                                    |                          |
| Chỉ huy trung cấp | K-6       | - assistant commander/ commissar battalion, abteilung or squadron - commander independent company          | air flight commander                                          | - ship commander class 3 - snior assistant ship commander class 2 and equivalents |                                    |                          |
|                   |           | |                                                               | |                                    |                          |
| Chỉ huy cao cấp   | K-7       | - battalion commander - battalion-war-commissar                                                            | air squadron commander                                        | ship commander 2nd rank |                                    |                          |
| Chỉ huy cao cấp   | K-8       | - assistant regimental commander - commander independent battalion                                         | commander independent flying (battalion sized) unit           | senior assistant ship commander 1st rank and equivalents |                                    |                          |
| Chỉ huy cao cấp   | K-9       | regimental commander                                                                                       | air park commander                                            | ship commander 1st rank and equivalents |                                    |                          |
|                   |           | |                                                               | |                                    |                          |
| Chỉ huy tối cao   | K-10      | - brigade commander - assistant division commander                                                         | air regiment commander                                        | naval/ship brigade commander |                                    |                          |
| Chỉ huy tối cao   | K-11      | divisional commander                                                                                       | air brigade commander                                         | squadron commander |                                    |                          |
| Chỉ huy tối cao   | K-12      | - army corps commander - assistant army commander and equivalents                                          | No equivalent                                                 | flotilla commander |                                    |                          |
| Chỉ huy tối cao   | K-13      | assistant commander in chief of the military district                                                      | assistant commander in chief of the air force of the Red Army | commander of the navy |                                    |                          |
| Chỉ huy tối cao   | K-14      | - commander-in-chief military district, – army or – front - member Revolutionary Military Council district | commander in chief of the air forces of the Red Army          | commander in chief of the USSR naval forces |                                    |                          |
|                   |           | |                                                               | |                                    |                          |